# Maposa
Maposa est une ville du Botswana.